# Fałkowice (Opole)
Pour les articles homonymes, voir Fałkowice.
Fałkowice est une localité polonaise de la gmina de Pokój, située dans le powiat de Namysłów en voïvodie d'Opole.